# Salix zangica
Salix zangica — вид квіткових рослин із родини вербових (Salicaceae).

## Морфологічна характеристика
Це кущ. Гілочки коричневі, товсті, голі, сизі. Листкова ніжка 7–15 мм, запушена; листкова пластинка еліптична чи широко-еліптична, 3–5.5 × 1.7–3.7 см, абаксіально (низ) сірувато-біла, потім гладка, адаксіально зелена, по середній жилці біло запушена, край цільний або неправильно тупопилчастий, верхівка заокруглена. Плодова сережка до 4 × 1.3 см. Жіноча квітка: зав'язь еліпсоїдна, ≈ 1 мм, гола. Коробочка яйцювато-еліпсоїдна, ≈ 5 мм, гола.

## Середовище проживання
Східний Тибет, Юньнань. Населяє пагорби; на висотах ≈ 4500 метрів.